# Eugonobapta nivosaria
Eugonobapta nivosaria (tên tiếng Anh: Snowy Geometer) là một loài bướm đêm thuộc họ Geometridae. Nó được tìm thấy ở Manitoba tới New Brunswick, phía nam đến North Carolina và Tennessee.
Sải cánh dài 21–33 mm. Con trưởng thành bay từ tháng 4 hay tháng 5 đến tháng 7 hay tháng 8 tùy theo địa điểm. Có hai lứa trưởng thành một năm.